# Forteby
En forteby er en landsbytype fra middelalderen, hvor gårdene ligger i en kreds omkring forten, som er et åbent fællesareal, hvor dyrene blev samlet. Et eksempel er Volsted ved Støvring. Når forten siden er blevet bebygget, kaldes byen en forteklyngeby. Se f.eks. Veddum.
En forteby er en landsbytype, som kendes fra  middelalderen. Det var sådan at husene alle sammen lå placeret omkring forten, dvs. de stod i en rundkreds, og det der var inde i midten, hvor der var en åben plads kaldtes forten. 
På forten var der et gadekær hvor dyrene  blev  vandet, men gadekæret var  også en branddam. 
Uden om gårdene var der opdyrket jord. Jorden var delt op i vange. Det kunne være X antal vange, se f.eks. trevangsbrug.